# Lionel Vélo
Pas d'image ? Cliquez ici

a Compétitions nationales et continentales officielles uniquement.

Dernière mise à jour le 15 novembre 2021.
Lionel Vélo, né le 21 septembre 1968 à Chambéry, est un joueur français de rugby à XV évoluant au poste de demi d'ouverture, de centre ou d'arrière.
Il est le frère de Frédéric Vélo.

## Biographie
Natif de Chambéry, Lionel Vélo commence le rugby au club de l'Union Sportive La Ravoire Rugby.
En 1985, il rejoint le FC Grenoble puis l'US Montauban en 1989 où il se révèle.
Il rejoint alors le RC Narbonne en 1990 où il remporte notamment le Challenge Yves du Manoir 1991.
Puis il signe au FCS Rumilly en 1992 et gagne la Coupe André Moga en 1993.

## Palmarès
En Challenge Yves du Manoir
- Vainqueur (1) : 1991 (avec le RC Narbonne)
- Finaliste (1) : 1992 (avec le RC Narbonne)

En Coupe André Moga
- Vainqueur (1) : 1993 (avec le FCS Rumilly)